# Aventuras de un oficinista japonés
Aventuras de un oficinista japonés és una novel·la gràfica de José Domingo Domínguez publicada el desembre de 2011 editat per Bang Ediciones que va guanyar el premi a la Millor Obra en el Saló Internacional del Còmic de Barcelona el 2012.
Aquesta obra ha estat la primera obra llarga que ha fet José Domingo en solitari.

## Creació i trajectòria editorial
José Domingo va crear Aventuras de un oficinista japonés com una historieta curta per al Fanzine de les Xornadas de Banda Deseñada de Ourense, però, com que va ser conscient que tenia possibilitats com a història llarga, va preparar un dossier per a presentar-lo a diferents editorials al Saló Internacional del Còmic de Barcelona de 2009. Quan Bang Edicions va acceptar el projecte va ampliar la història entre el febrer i l'agost de 2010 a l'Estudio La Pelu, avançant sense un guió previ acabat.
L'obra es va publicar el 12 de desembre de 2011 en format d'enquadernació cartoné i unes mides de 24x33 cm.

## Argument i personatges
Com indica el títol, la novel·la gràfica narra les aventures que viu un oficinista japonès (el protagonista) quan torna a casa després de sortir de treballar.
És una odissea local que en molts moments és surrealista i en ella s'hi barregen molts elements dissonants. Quan l'oficinista marxa del seu lloc de treball comença a viure una sèrie d'aventures en les que pateix una sèrie d'accidents que el porten d'un lloc a un altre, en el que es troba amb una sèrie de personatges i situacions inversemblants: yetis, combats super-heròics, bandes terroristes, sectes, Satàn, etc.
No sabem res més del personatge que és un oficinista japonès. El personatge és gris i anodí. Això fa que sigui tant divertit seguir les seves aventures.

## Estil
Aventuras de un oficinista japonés és una obra muda que presenta una estructura rígida de quatre vinyetes per pàgina amb una vista zenital de l'acció. Això es deu a la influència que l'autor va rebre de videojocs com LOOM, Maniac Mansion, Mario Bros., Monkey Island o The Legend of Zelda. El seu grafisme, en canvi, es basa en el de Chris Ware o l'últim Max.
El dibuix de l'obra té un traç net i elegant i és molt detallista. Tota la història és explicada mitjançant el grafisme, ja que és una obra muda.

## Palmarès
- 2012 - Guanyador del Premi a la Millor obra d'autor nacional del Saló Internacional del Còmic de Barcelona.[1]

- 2014 - Nominació a la categoria de millor edició als Estats Units d'un material internacional als Premis Eisner, considerats els Premis Òscar del món del Còmic.[5]